# 1993 في كازاخستان
فيما يلي قوائم الأحداث التي وقعت خلال عام 1993 في كازاخستان.

## رياضة
- 1 يناير – دوري كازاخستان الممتاز 1993 الفائز نادي إيرتيش بافلودار.
- 1 يناير – كأس كازاخستان 1993 الفائز FC Dostyk [الإنجليزية]‏.

## مواليد

### يناير
- 1 يناير – فلاديسلاف ياكوفليف مُجدّف كازاخستاني.
- 12 يناير – إسلامبيك كوات لاعب كرة قدم كازاخستاني.

### فبراير
- 23 فبراير – باويرزهان إسلام خان لاعب كرة قدم كازاخستاني.

### أبريل
- 1 أبريل – زنيبك عليمخاني ملاكم كازاخستاني.
- 16 أبريل – ماكسيم براون لاعب بياثلون كازاخستاني.

### يونيو
- 10 يونيو – خومارت يرهان

### سبتمبر
- 10 سبتمبر – رومان مورتازاييف لاعب كرة قدم كازاخستاني.

### أكتوبر
- 18 أكتوبر – زارينا دياز لاعبة كرة مضرب كازاخستانية.

## وفيات

### أغسطس
- 22 أغسطس – دين محمد كوناييف (مواليد 1912) سياسي سوفيتي.